# Красногор Тетяна Сергіївна
Тетя́на Сергі́ївна Красного́р (* 1988) — українська плавчиня, заслужений майстер спорту України (2013).

## Життєпис
Народилася 1988 року в місті Харків. 2010 року закінчила Харківський державний університет харчування та торгівлі, по тому навчалася у Харківській академії фізичної культури. 
Золота нагорода — Чемпіонат світу з підводного швидкісного плавання-2006 (Турин), естафета 4×3000 м.
Золота нагорода — Чемпіонат світу з підводного швидкісного плавання-2007 (Барі), естафета 4×3000 м та бронзова нагорода — 6000 м.
Бронзова призерка Чемпіонату Європи з підводного швидкісного плавання-2008 (Егер), естафета 4×3000 м.
Золота нагорода — Чемпіонат світу з підводного швидкісного плавання-2009 (Санкт-Петербург), естафета 4×3000 м, срібло — 6000 м.
Золота нагорода — Чемпіонату Європи з підводного швидкісного плавання-2008 (Казань), естафета 4×3000 м.
Срібна призерка Чемпіонат світу з підводного швидкісного плавання-2011 (Годмезевашаргей), естафета 4×3000 м, бронза — 20000 м.
Золота нагорода — Чемпіонат Європи з підводного швидкісного плавання 2012 (Ліньяно-Сабб'ядоро), 6000 м, срібло — естафета 4×3000 м.
Золота нагорода — Чемпіонат світу з підводного швидкісного плавання-2013 (Казань), 6000 м, дві срібні нагороди — 20000 м та естафета 4×3000 м.
Золота нагорода — Чемпіонат світу з підводного швидкісного плавання-2015 (Яньтай), змішана естафета 4×2000 м та срібло — естафета 4×200 м.
Двічі срібна призерка Чемпіонат світу з підводного швидкісного плавання-2016 (Волос), змішана естафета 4х2000 і дистанція 6000 м.
Виступала за спортивний клуб «Кондиціонер» (Харків), від 2011 — ДЮСШ «Аквалідер» (Київ).
Від 2010 працює тренером із плавання в ластах спортивного клубу «Кондиціонер».